# Rita Holst
Rita Marietha Desirée Holst, född 16 november 1949 i Malmö, är en svensk manusförfattare och författare. Hon är gift med regissören Jon Lindström och mor till skådespelaren Yaba Holst och fotografen/skribenten Daniél Lindström.

## Filmografi
Manus
- 1984 – Sista leken
- 1987 – Hjärtat
- 1989 – Kronvittnet
- 1993 – Drömmen om Rita
- 1997 – Emma åklagare (TV-serie)
- 2000 – Järngänget
- 2006 – Små mirakel och stora

Roller
- 1973 – Jon Blå
- 1977 – Hemåt i natten